# 佛岛青柠派
佛岛青柠派（英語：Key lime pie），是由佛岛青柠汁、蛋黄和大量炼乳为主要原料做成的西式馅饼，起源于美国佛罗里达州。名字中的Key指代的是佛罗里达礁岛群（Florida Keys）。

## 历史
一说认为佛岛青柠派起源于佛罗里达群岛最南端的基韦斯特岛，也就是个大、皮厚的佛岛青柠的发祥地。该说法称这道派的创始人是一位人称萨莉姨妈（Aunt Sally）的无名女士，她是佛罗里达首位百万富翁威廉·库里基韦斯特岛上庄园的厨师，于20世纪初左右首次制作出了佛岛青柠派。
但在2017年，厨师斯特拉·帕克斯对这一说法提出了质疑。在为她撰写的料理书查阅资料时，帕克斯发现了1931年一份名为“魔法柠檬奶油派”（Magic Lemon Cream Pie）的食谱，在炼乳生产商博登公司推广其炼乳产品的一份宣传册中发布。这道“魔法柠檬奶油派”的食谱与现今的佛岛青柠派几乎完全相同，而斯特拉也认为这道派的食谱更有可能是由商业厨房发明，而非私人雇佣的厨师，因为炼乳在当时还是一个较新的食材，当时的家庭厨师可能还不知道如何使用，而至今也没有找到任何发布时间早于1931年且清晰指向类似甜品的食谱记载。由此，斯特拉推测基韦斯特岛的版本只是用当地盛产的佛岛青柠代替了原版的柠檬，并由此宣称这道派的“起源”。但可以肯定的是，在20世纪50年代，佛岛青柠派便已被宣传为“佛罗里达州最著名的美食”，此后的1987年也被宣传为“美国最棒的地区特产甜点”。

## 法律地位
在2006年，佛罗里达州的众议院和参议院通过立法，定佛岛青柠派为佛罗里达州的“官方州派”。

## 图库

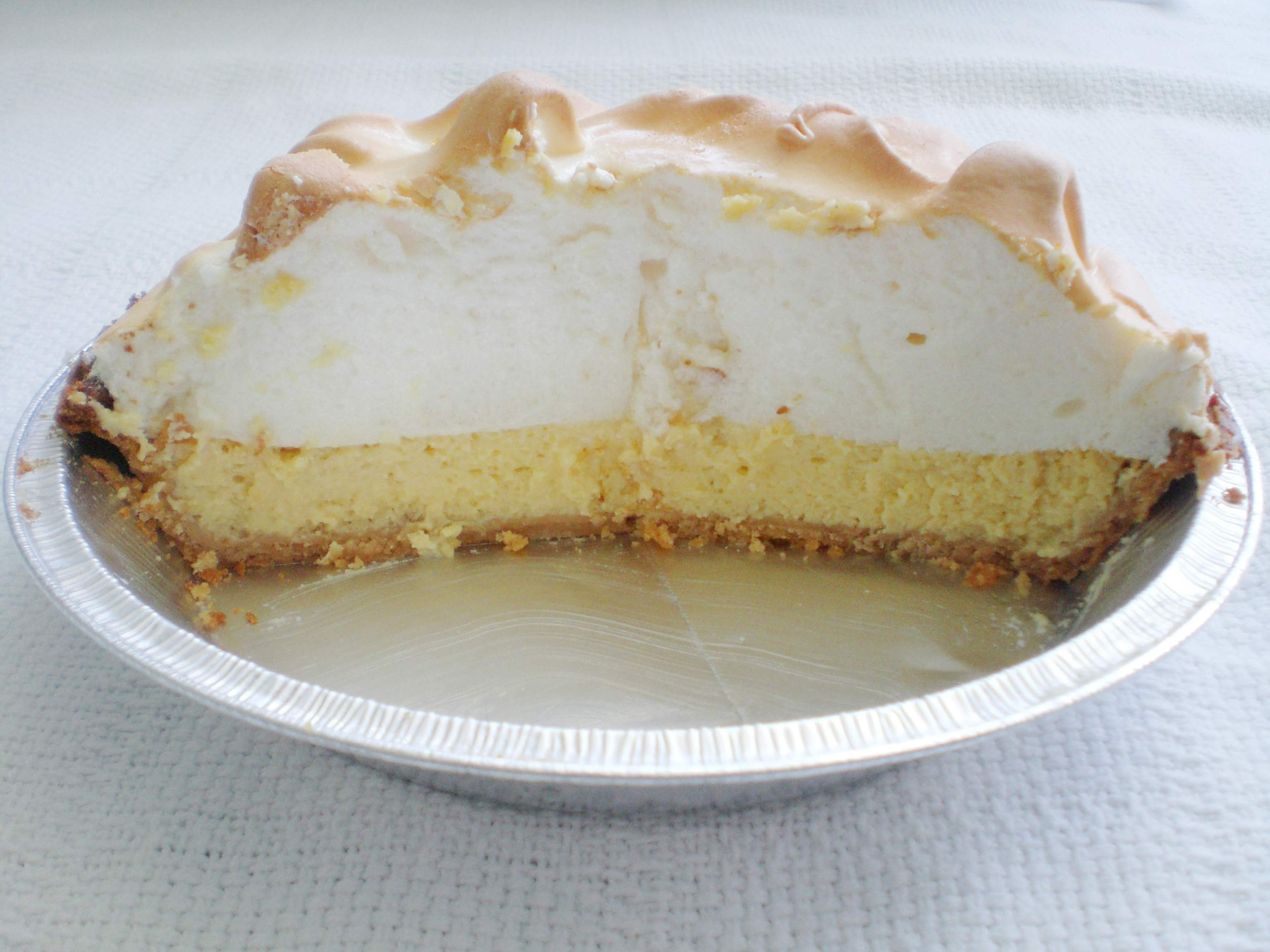
切开的佛岛青柠派
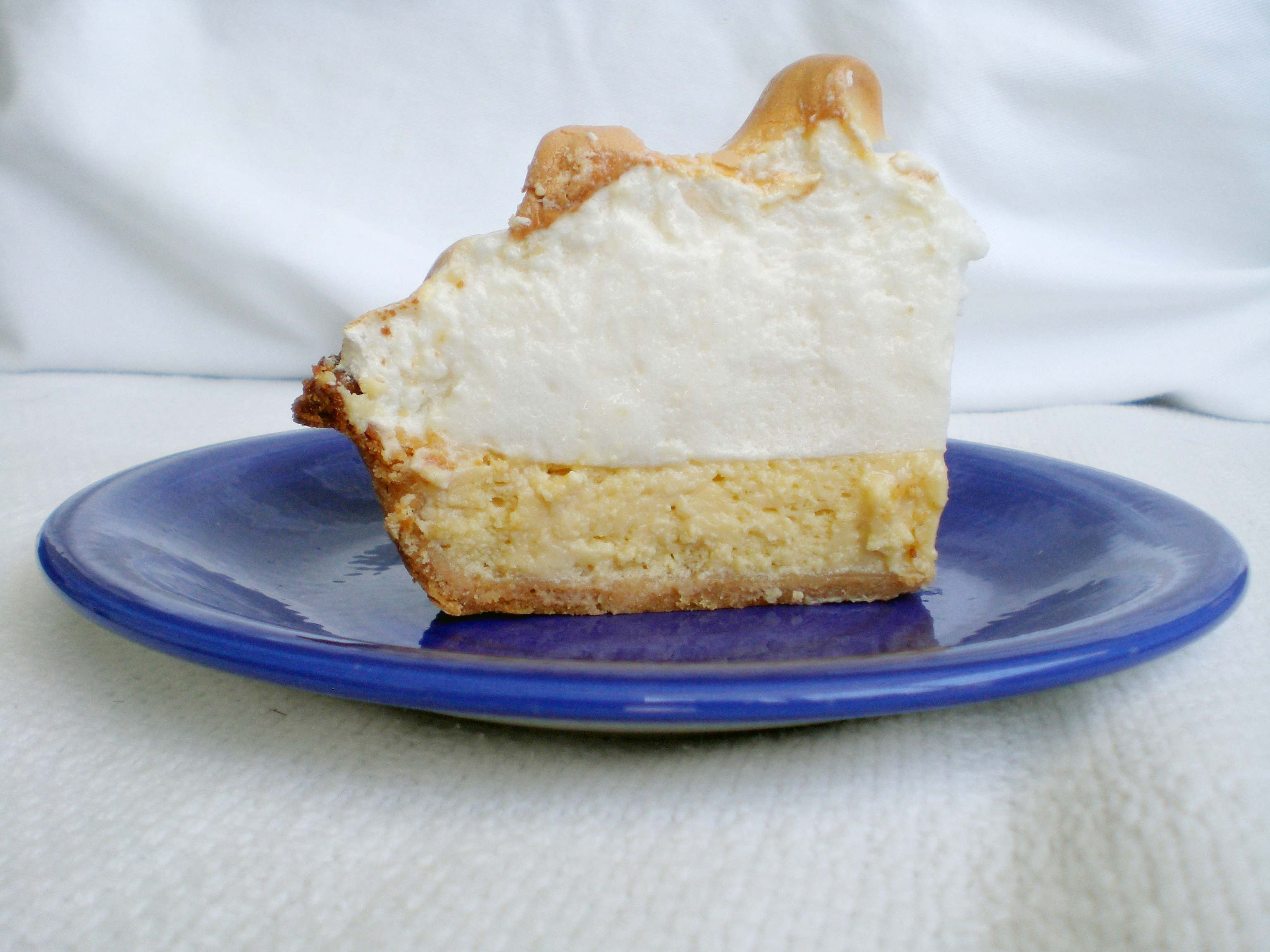
一块佛岛青柠派